# El francotirador paciente
El francotirador paciente es una novela de Arturo Pérez-Reverte, publicado en 2013 por la editorial Alfaguara.  

## Argumento

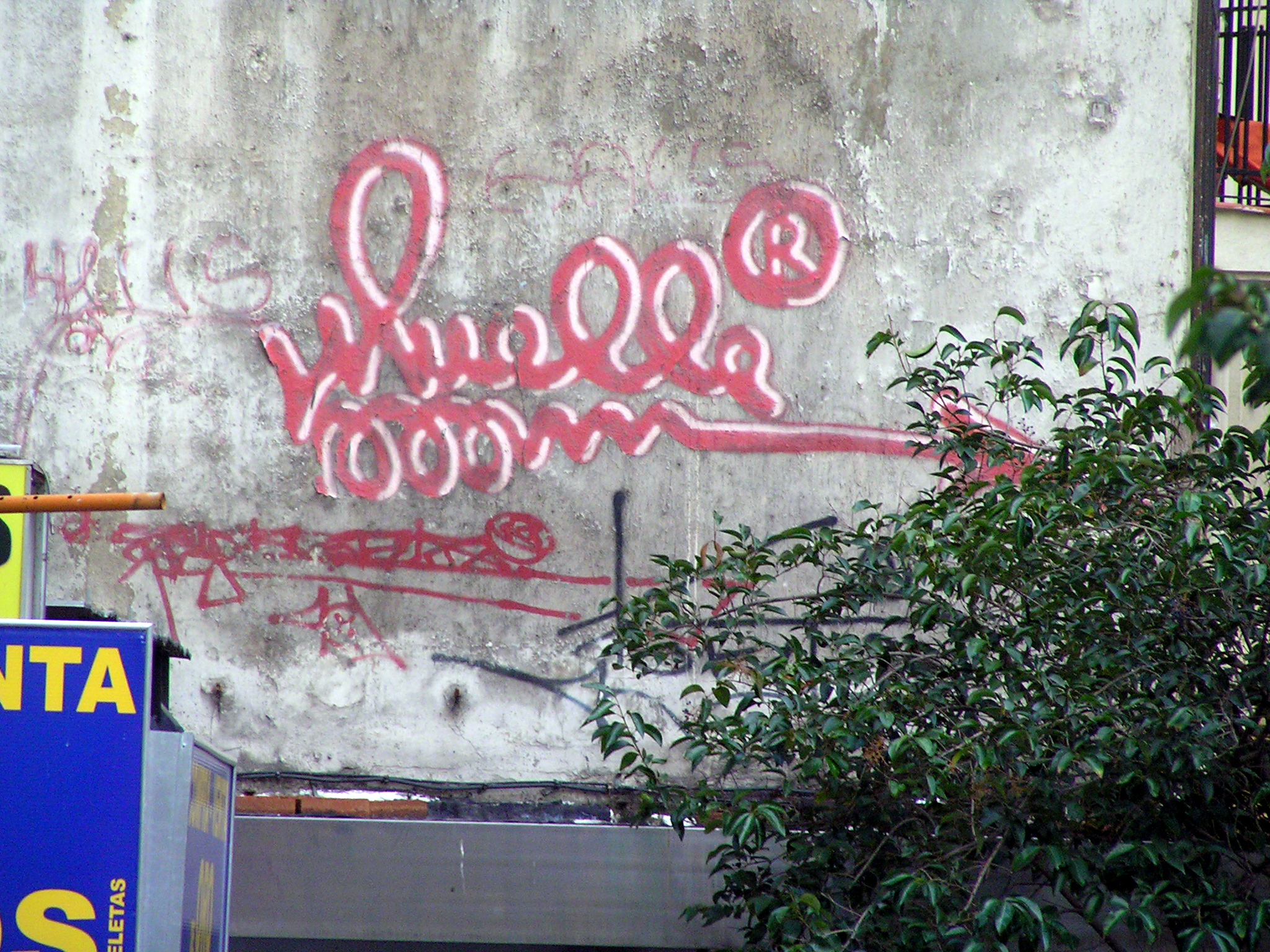
Firma de Muelle en la calle Montera de Madrid, la cual es nombrada en la novela.

El grafitero Sniper del que casi nadie ha visto jamás el rostro ni conoce el paradero, propone acciones callejeras de grafiti que producen en ocasiones consecuencias fatales para los participantes. Uno de los fallecidos es el hijo de un empresario que amasó su fortuna explotando mano de obra asiática. Es por esto que Alejandra Varela, especialista en arte urbano debe contactar con el misterioso grafitero Sniper (inspirado en Banksy) por encargo editorial y del empresario. Esto la llevará a adentrarse en el mundo del grafiti en Madrid, Lisboa, Verona y Nápoles.
La obra constituye una dura crítica al arte contemporáneo. En un mundo donde el arte se ha vuelto una basura los verdaderos artistas están en la calle.